# Nagara, Chiba
Nagara (japanska: 長柄町?, Nagara-machi) är en landskommun (köping) i Chiba prefektur i Japan. 